# Bennie Maupin
Bennie Maupin (n. Detroit, 29 de agosto de 1940) es un saxofonista estadounidense de jazz y jazz funk.  

## Biografía
Benni Maupin comenzó a tocar el saxo tenor en sus años de High School. A su ingreso en el Detroit Institute for Musical Arts comienza a tocar con músicos locales, y en 1963 se traslada a Nueva York, donde rápidamente se establece como músico freelance trabajando con figuras como Marion Brown o Pharoah Sanders. Toca regularmente con Roy Haynes en el período 1966-1968, con Horace Silver desde 1968 a 1969, y mientras tanto, graba con McCoy Tyner (1968), Lee Morgan (1970), y el trompetista Woody Shaw. En 1969 participa en la grabación del legendario álbum Bitches Brew de Miles Davis, lo que supone su consagración definitiva y le permite conocer a Herbie Hancock, quien lo contrata para su sexteto. Cuando Hancock disuelve la banda para formar The Headhunters en 1973, Maupin es el único miembro que permanece al lado del pianista,  a quien acompaña en el disco debut de la banda y durante buena parte del resto de la década. 
Maupin continúa con The Headhunters durante el resto de la carrera de la banda, pero además, en 1974, edita su primer álbum en solitario, "The Jewel in the Lotus". Editado bajo el sello ECM, obtiene estupendas críticas, alejándose del jazz funk típico de The Headhunters para explorar los territorios del jazz de vanguardia. "Slow Traffic to the Right" de 1977 y "Moonscapes" de 1978 obtienen asimismo la aceptación de la crítica, pero Maupin espera dos décadas, durante las cuales trabaja con Chick Corea, George Cables, Victor Bailey, David Arnay o Mike Clark, antes de presentar un nuevo álbum en solitario que, bajo el título "Driving While Black" ve la luz en 1998. "Penumbra" (2006) y "Early Reflections" (2008), muy alejados del estilo de sus Headhunters, son sus últimos trabajos hasta la fecha.

## Valoración y estilo
Bennie Maupin es sobre todo conocido por su larga asociación con Herbie Hancock y sus The Headhunters así como  por su participación en algunos de los álbumes más conocidos de Miles Davis, como el clásico "Bitches Brew", "Big Fun" (1974) y "On the Corner" (1972), pero en su larga carrera que abarca más de cuatro décadas ha tocado con algunas de las figuras más relevantes del mundo del jazz, como Roy Haynes, Horace Silver, Lee Morgan, McCoy Tyner, Marion Brown. Su sonido al clarinete bajo, instantáneamente reconocible, y su trayectoria lo sitúan como uno de los grandes gigantes del jazz.

## Discografía

### A su nombre
- 1974: The Jewel in the Lotus
- 1977: Slow Traffic to the Right
- 1978: Moonscapes
- 1998: Driving While Black on Intuition con Patrick Gleeson
- 2006: Penumbra
- 2008: Early Reflections

### Como acompañante
Con Herbie Hancock
- Mwandishi  (1971)
- Crossings  (1972)
- Sextant  (1972)
- Head Hunters (1973)
- Thrust (1974)
- Flood (1975)
- Man-Child (1975)
- Secrets (1976)
- VSOP (1976)
- Dis Is Da Drum  (1994)

Con Miles Davis
- Bitches Brew (1970)
- A Tribute to Jack Johnson (1971)
- On The Corner (1972)
- Big Fun (1974)

Con otros artistas
- John Beasley: Positootly!
- Lee Morgan: [Live at the Lighthouse,  Caramba!
- Eddie Henderson:  Inside Out, Equinox, Sunburst
- Jack DeJohnette: Have You Heard?
- McCoy Tyner: Tender Moments (Blue Note, 1968), Together (Milestone, 1978)
- Lenny White: Big City
- Marion Brown: Juba Lee
- Mike Clark: Actual Proof
- Horace Silver: Serenade to a Soul Sister (Blue Note, 1968), You Gotta Take a Little Love (Blue Note, 1969)
- Lonnie Smith: Turning Point]] (Blue Note, 1969)
- Darek Oles: Like a Dream